# Realm Royale
Realm Royale (eerder Paladins: Battlegrounds en Paladins: Realm Royale) is een gratis te spelen battle-royalespel in ontwikkeling door Hi-Rez Studios. Het spel was voorheen een spelmodus in en is tegenwoordig een spin-off van de hero shooter Paladins. Het spel is op 5 juni 2018 uitgebracht voor Microsoft Windows via Steam's vroegtijdigetoegangsprogramma. Eind juli zal er een gesloten bètaversie uitkomen voor de PlayStation 4 en de Xbox One. De datum van volledige release is tot op heden onbekend.

## Gameplay
De game speelt op dezelfde manier als andere games in het battle-royale-genre, waarbij spelers in een steeds kleiner wordend speelgebied spelen, wapens en munitie moeten vinden om tegenstanders te elimineren, om uiteindelijk te proberen om de laatst overgebleven speler te zijn. Het spel bevat vier karakterklassen (Warrior, Hunter, Mage en Assassin), elk met verschillende vaardigheden. Naast het normaal gebruiken, kunnen gevonden items door de speler ook worden omgezet in materialen. Deze materialen kunnen worden gebruikt om op specifieke punten, bij zogenaamde "Forges", items te verbeteren. 
Wanneer spelers door andere spelers worden gedood, transformeren zij tijdelijk in een kip. Als spelers voor een lang genoeg in die staat weten te overleven transformeren ze weer terug met enkele levenspunten.
De visuele stijl en gameplay van Realm Royale zijn vergeleken met zowel de battle royale Fortnite en de MMORPG World of Warcraft.